# مارك لي
مارك لي (بالإنجليزية: Mark C. Lee) (و. 1952 – م) هو ضابط، ورائد فضاء، وطيار من الولايات المتحدة الأمريكية . ولد في فيروكوا .

## ريادة الفضاء
شارك في المهمات الفضائية:
- STS-30
- STS-64
- STS-47
- STS-82.

## التعليم
تعلم في أكاديمية سلاح الجو الأمريكي

## الخدمة العسكرية
خدم في القوات الجوية الأمريكية.

## جوائز
حصل على جوائز منها:
- جائزة الشجاعة طيران
- وسام "العمل الشجاع في الحرب الوطنية العظمى 1941-1945
- وسام الاستحقاق.